# (21431) Amberhess
(21431) Amberhess (1998 FR113) – planetoida z pasa głównego asteroid okrążająca Słońce w ciągu 3,58 lat w średniej odległości 2,34 j.a. Odkryta 31 marca 1998 roku.